# Weneg (König)
Weneg (auch als Uneg gelesen), seltener Weneg-nebti, ist der Thronname eines frühägyptischen Königs (Pharao) der 2. Dynastie, der im 28. Jahrhundert v. Chr. zwischen den Königen Hetepsechemui und Chasechemui regierte. Vorgänger- und Nachfolgerschaft sind jedoch noch unerforscht, zwischen Weneg und den vorgenannten Herrschern haben weitere Könige regiert. Deren Anzahl ist aufgrund der unsicheren Position von Weneg in der Herrscherauflistung ebenfalls unsicher.
Eine eindeutige chronologische Zuordnung und Identifizierung ist auch aufgrund der spärlichen Fundlage und widersprüchlichen Hinweise besonders schwierig. Weneg gehört deshalb unter Ägyptologen mit zu den umstrittensten Königen der Frühzeit. Hinzu kommt sein ungewöhnlicher Thronname, welcher mit einem seltenen Zeichen geschrieben wurde, das in späterer Zeit nur vorübergehend für den Namen einer Gottheit Verwendung fand und dessen symbolische Bedeutung im Dunkeln liegt. Auch die widersprüchlichen Hinweise zu seiner Regierungszeit erschweren eine genauere Einschätzung zur Person und Geschichte des Weneg. Es scheint, dass er den königlichen Thron mit einem oder mehreren Gegenkönigen teilen musste. Auch ist unbekannt, wie lange Weneg geherrscht hat.

## Archäologische Fundlage
| \| Sakkara (Fundorte) \| |
| Fundorte                 |
| Sakkara (Fundorte)       |

Der Thronname des Weneg ist mit insgesamt 11 erhaltenen Gefäßinschriften dokumentiert. Die ausgegrabenen Krüge und Vasen bestehen aus Kalzit-Alabaster, Kalkstein und Schiefer, die Beschriftungen wurden mit schwarzer Tinte aufgetragen und nachträglich eingebrannt oder direkt in Stein eingraviert. Sieben Gefäße stammen aus den unterirdischen Grabgalerien der Pyramidennekropole des Königs Djoser (Beginn der 3. Dynastie) in Sakkara. Drei weitere Gefäße stammen aus der – öffentlich nicht zugänglichen – Mastaba S3014 (ebenfalls in Sakkara gelegen) und bei dem elften Objekt ist die Herkunft ungeklärt. Außerhalb von Sakkara konnte Wenegs Name bislang nicht nachgewiesen werden.

## Zum Namen
Wenegs Name ist von nicht unerheblichem Interesse für die Ägyptologie. Das heraldische Symbol, das für seinen Thronnamen verwendet wurde, ist in der ägyptischen Literatur selten anzutreffen: eine stramm aufrechte, geschlossene und spitz zulaufende Lotosknospe mit zwei spitzen, schmalen Blättern nahe der Stielbasis. Diese Hieroglyphe ist unter der Lesung „Weneg“ oder „Uneg“ bekannt und ihre symbolische Eigenbedeutung ist ungeklärt. Die Blume galt lange als ein Zeichen aus der Butischen Schrift. Die von Wolfgang Helck entwickelte Theorie ist heute jedoch umstritten. Im Falle von König Weneg ist die Blume in drei der Inschriften auf Höhe der Knospe von sechs vertikalen Strichen umgeben, je drei auf beiden Seiten. Die Bedeutung dieser Striche ist ebenfalls rätselhaft. Nach Wenegs Tod erscheint die „Weneg-Blume“ nur noch in den sogenannten Pyramidentexten der sechsten Dynastie, wo sie als Name des Himmels- und Totengottes Weneg Verwendung findet. Dort wird Weneg mit „Sohn des Re“ angesprochen und als „Gefolgsmann“ des verstorbenen Königs beschrieben.
| | |                                                                                |                                                                                |
| Gefäßinschrift Nr. 104 mit nur teilweise erhaltener Beischrift, die Weneg-Blume weist sechs Striche auf. | Gefäßinschrift Nr. 53c mit der Darstellung der Königsbarke Hor-seba-taui („Horus, Stern der beiden Länder“). | Gefäßinschrift Nr. 105 mit der Darstellung der Königsbarke A'a („Die Größte“). | Gefäßinschrift Nr. 106 mit der Darstellung der Königsbarke Sema („Wildstier“). |

## Identität
Da Wenegs Name bislang nur als Thronname überliefert ist, haben Ägyptologen Schwierigkeiten, den Herrscher mit bereits bekannten Horusnamen der zweiten Dynastie zu verknüpfen. Dies erschwert eine lückenlose und fehlerfreie historische Rekonstruktion. Daher gibt es zahlreiche Gleichsetzungsinterpretationen. Die Theorien sind im Einzelnen für sich nicht unwidersprochen.

### Gleichsetzung mit Hor-Nebre

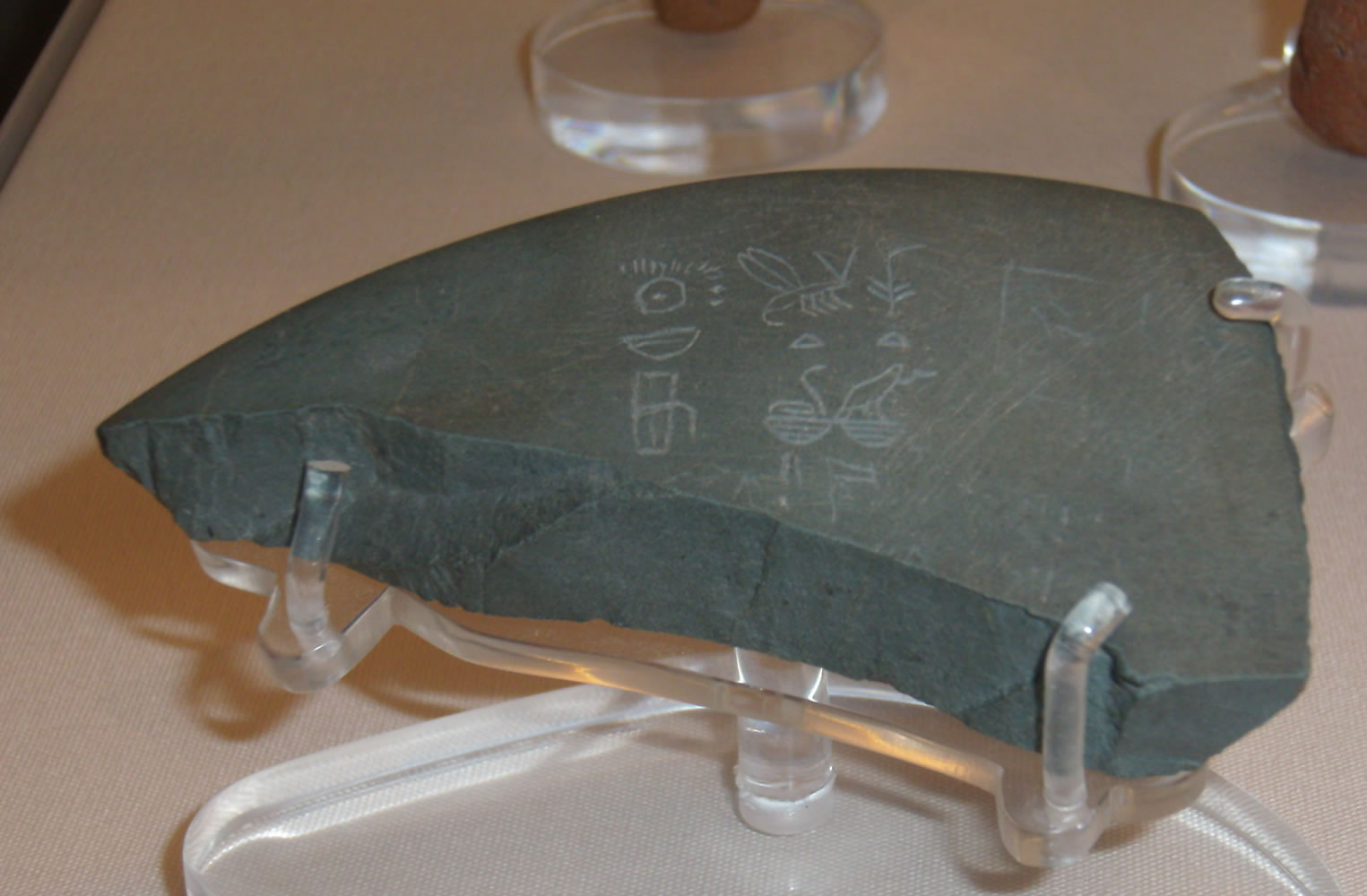
Fragment der Steinschale des Ninetjer (BM EA 35556).

Ägyptologe Jochem Kahl identifiziert Weneg mit dem zeitgenössisch belegten und vieldiskutierten Horusnamen „Nebre“. Er sieht dabei das Vulkansteinfragment BM EA 35556 und dessen Gefäßgravur als Schlüssel bezüglich der Lösung im Zusammenhang mit der Gleichsetzung von „Nebre“ und „Weneg“. Beide Namen standen ursprünglich nebeneinander auf dem Fragment, sind aber später überschrieben worden. In der Mitte der Inschrift findet sich heute lesbar der Nesutbitj-Nebti-Name des Ninetjer, dem dritten Herrscher der 2. Dynastie. Die Hieroglyphen, mit denen Ninetjers Name geschrieben wird, sind der Darstellung des Palastes „Hut-sa-ha“ des Nebre auf der rechten Seite zugewandt und somit spiegelverkehrt. Die Darstellung des Palastes und der Name des Nebre weisen partielle Zerstörungen durch Abreibungen auf. Kahl vermutet, dass die bereits vorhandene Hieroglyphe der „Weneg-Blume“ weggeschliffen und mit den Zeichen für den Namen „Ninetjer“ überschrieben werden sollte. Daraus schließt Kahl eine Gleichsetzung der Namen „Weneg“ und „Nebre“. Die Gründe, warum auch der Horusname des Nebre eventuell getilgt werden sollte, bleiben bislang unklar. Kahl weist jedoch darauf hin, dass mindestens vier der Namen des Weneg „auf Rasur“ angebracht wurden, Weneg ließ demnach selbst den Namen seiner Vorgänger überschreiben. Als weiteres Argument beruft er sich auf die Annahme, dass der Name des Hor-Nebre als „Raneb“ (zu deutsch „Ra ist mein Herr“) zu lesen sei und die Gottheit Weneg als „Sohn des Ra“ verehrt wurde. Da er daraus eine Gemeinsamkeit hinsichtlich eines beginnenden Sonnenkultes ableitet, verknüpft er die Namen „Raneb“ und „Weneg“ miteinander. Als drittes Argument für eine Gleichsetzung der Namen „Nebre“ und „Weneg“ führt Kahl den sogenannten „Goldnamen“ an, der in archaischer Form schon in der 1. Dynastie erscheint und in späterer Zeit als Ehrentitel für Ra verwendet wurde. Kahl nimmt deshalb an, dass Ra schon in der 1. Dynastie eine prominente Gottheit gewesen sein müsse.
Kahls Gleichsetzung der Namen „Nebre“ und „Weneg“ wird zwischenzeitlich von einem Großteil der Ägyptologie begrüßt. Die Theorien zur frühdynastischen Existenz eines Sonnengottes „Ra“ werden allerdings weiterhin mit Skepsis betrachtet. Ben Suelzle weist darauf hin, dass der Titel „Der Goldene“ als Ehrenanrede auch für andere Gottheiten Verwendung fand, wie zum Beispiel für Horus unter König Qaa (1. Dynastie), wo Horus als „Goldener der Götterschaft“ betitelt wird. Oder für die Kronengöttinnen Nechbet und Wadjet unter König Chasechemui (dessen Nebtiname lautete „Krönung der beiden Mächte der Beiden Herrinnen, ihr Leib ist von Gold“). Als drittes Beispiel führt Suelzle den Gott Seth an, der unter König Peribsen ebenfalls als „Der Goldene“ bezeichnet wurde. „Der Goldene“ konnte daher quasi für praktisch jede Gottheit Ägyptens stehen. Ein Goldname sei daher kein zwingendes Indiz für eine Verehrung eines „Sonnengottes Ra“ in den frühdynastischen Epochen, zumal die Könige sich selbst stets als Repräsentanten des Horus und des Seth betrachteten, nicht etwa des Ra. Stephen Quirke wirft ergänzend ein, dass die Bezeichnung „Ra“ (ägyptisch r3) für die Sonne erst in den Namen hoher Beamter unter König Djoser auftaucht. Ein „Sonnengott Rê“ als selbständiger Gott mit eigenem Kult ist unter Nebre noch nicht nachgewiesen, er wurde erst unter König Djoser eingeführt.

### Gleichsetzung mit Hor-Sechemib-Perenmaat
Nicolas Grimal und Walter Bryan Emery sind überzeugt, dass Weneg mit König Sechemib identisch ist. Diese Theorie fußt auf der Annahme, dass auf König Ninetjer unmittelbar die Könige Sechemib und Peribsen auf den Thron folgten und Weneg mit dem ramessidischen Kartuschennamen Wadjenes identisch ist, der in königlichen Ahnenlisten ebenfalls als direkter Nachfolger von Ninetjer angegeben ist. Grimal und Helck setzen Sechemib daher mit Wadjenes und Peribsen mit dem ramessidischen Nachfolgernamen Sened gleich. Allerdings ist die These nicht unwidersprochen: Da Funde von Tonsiegeln mit Sechemibs Namen im abydenischen Grab des Chasechemui, des letzten Herrschers der 2. Dynastie, gemacht wurden, rückt Sechemibs chronologische Position sehr nahe an das Ende der 2. Dynastie. Wadjenes’ Name aber wird stets näher an den Beginn dieser Epoche gerückt, sodass eine zeitliche Diskrepanz zutage tritt. Die Namen „Sened“ und „Peribsen“ werden in späteren Quellen stets getrennt geehrt, sodass eine Gleichsetzung dieser Könige ebenfalls nicht zwingend ist.

### Gleichsetzung mit Seth-Peribsen
Wolfgang Helck und Dietrich Wildung halten es für möglich, dass Weneg mit König Seth-Peribsen identisch ist, da sie gleichzeitig vermuten, dass Peribsen wiederum mit dem ramessidischen Kartuschennamen Wadjenes gleichzusetzen sei. Dieser Darlegung liegt die Annahme zugrunde, dass Peribsens Name durch die hieratische Schrift fehlgedeutet wurde (aus unsauberer Schriftausführung entstand eine Verlesung des Namens von „Peribsen“ zu „Wadjenes“).

### Gleichsetzung mit Hor-Sa
Jürgen von Beckerath, Wolfgang Helck, Dietrich Wildung und Peter Kaplony setzen Weneg alternativ mit dem Horusnamen des Königs Sanacht gleich. Ihre Darlegung gründet auf der Gleichsetzung von Sanacht mit dem bislang ebenfalls nicht sicher zugeordneten Namen des Königs Sa. Sie betrachten den Namen „Sa“ als eine Kurzform von „Sanacht“. Aus dieser Gleichsetzung heraus schlägt Wolfgang Helck vor, Sanacht mit dem Thronnamen des Weneg zu verknüpfen. Sanacht regierte nach allgemeiner Lehrmeinung allerdings während der 3. Dynastie, weshalb der Vorschlag von Helck bislang auf Skepsis stößt.

### Weneg war ein eigenständiger Herrscher

Tintenaufschrift mit dem Namen Wadjesen neben der Darstellung des Heb-Sed.

Anderen Ägyptologen zufolge ist Weneg mit dem ramessidischen Kartuschennamen „Wadjenes“ identisch. Winfried Barta, Bernhard Grdseloff und Iorwerth Eiddon Stephen Edwards vermuten in dem Namen „Wadjenes“ eine Verschreibung des Namens „Weneg“: Ramessidische Schreiber könnten die Hieroglyphe M13B (ein Papyrusstängel mit zwei schmalen Blättern an der Basis) und die Weneg-Blume miteinander verwechselt haben, da diese sich in der hieratischen Schrift sehr ähneln. Die Namenssilbe „nes“ (F20) in der Königsliste von Sakkara könnte wiederum eine Fehlinterpretation der Symbole N35 und S29 gewesen sein.
Hintergrund dieser Darlegungen sind sechs Gefäßinschriften, die wie jene des Weneg aus Sakkara stammen. Auf zweien dieser Gefäße erscheint die Inschrift „Wer-maa-Wadjesen“ (wahrhaft groß ist Wadjesen). Ägyptologen wie beispielsweise Wolfgang Helck deuten das „Wer-maa“ als möglichen Titel eines Kronprinzen. Diese Interpretation stößt wiederum auf starke Skepsis in der Ägyptologie. Jochem Kahl interpretiert das „Wer-maa“ als Titel des Hohepriesters des Re und liest den Namen als „Ni-su-Wadj“. Auf vier der Gefäßbruchstücke erscheint der Name „Wadjesen“ stets neben der Darstellung des Sedfestes, welches entweder alle sechs Jahre während des Sokar-Festes oder erstmals im 30. Regierungsjahr gefeiert und im Anschluss alle drei Jahre zelebriert wurde. Eine dreißigjährige Zeitspanne stünde jedoch in widersprüchlichem Verhältnis zu Wadjenes schwacher zeitgenössischer und archäologisch dokumentierter Präsenz. Dies ist mit ein Hauptgrund für die Debatten unter Ägyptologen. Auch wirft die Anordnung der Hieroglyphen auf den Fragmenten Fragen auf. Die Schriftzeichen M13 und S29 stehen nebeneinander und gemeinsam dicht über dem Zeichen N35. Aus dieser Konstellation heraus ist eine Lesung als „Wadjesen“ wahrscheinlicher.

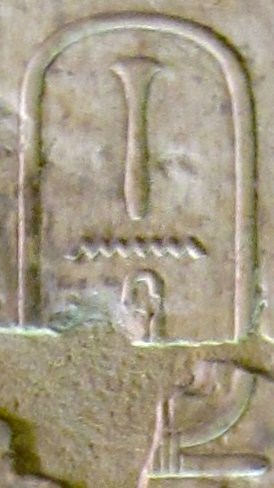
Wadjenes’ Name in der Königsliste Sethos I. in Abydos

Aus „Weneg“ wurde also aufgrund einer Verlesung „Wadjenes“, was später im Koptischen als „Wet-las“ gelesen wurde. Manetho übersetzte dies mit „Outlas“, was in späteren Abschriften mit „Tlas“ abgekürzt wurde. Manetho nennt Wadjenes als vierten Regenten der zweiten Dynastie und schreibt ihm 17 Jahre Herrschaft zu.

## Chronologische Zuordnung
Aufgrund der archäologischen Fundlage gilt zumindest als gesichert, dass Weneg während der zweiten Dynastie geherrscht haben muss. Da aber sein Horusname unbekannt ist, sind sein direkter Vorgänger wie sein direkter Nachfolger bislang ebenfalls unidentifiziert. Falls Weneg mit dem ramessidischen Ahnenkönig Wadjenes identisch ist (wie noch von einem Teil der Ägyptologen favorisiert), war König Ninetjer sein Vorgänger und König Sened sein Nachfolger gewesen.

## Regierungszeit
Falls Weneg ein eigenständiger Herrscher war und tatsächlich König Ninetjer auf den Thron folgte, kann vermutet werden, dass er bereits zu Beginn seiner Regentschaft mit innerpolitischen Problemen konfrontiert wurde. Weil der Name „Weneg“ bislang nicht in Oberägypten belegt ist, nehmen Ägyptologen wie Nicolas Grimal und Wolfgang Helck an, dass die Macht von Weneg auf Unterägypten beschränkt war und er sich das Ägyptische Reich mit einem anderen Herrscher teilen musste.
Aufgrund der vielen Interpretationsmöglichkeiten, die sich aus der teils widersprüchlichen Fundlage ergeben, betrachtet die Ägyptologie die 2. Dynastie als besonders problematisch. Hintergrund ist die ebenso unsichere Fundlage bezüglich des Wechsels von erster zu zweiter Dynastie. Zum Zeitpunkt des Todes von König Qaa scheint es zu Thronstreitigkeiten gekommen zu sein, die in der Plünderung des Königsfriedhofs von Abydos gipfelten. Der Begründer der 2. Dynastie, König Hetepsechemui, verlegte sein Grab nach Sakkara, seine unmittelbaren Nachfolger, Nebre und Ninetjer, taten es ihm gleich.
Ägyptologen und Historiker untersuchen bis heute die genaueren Ursachen und Umstände, die zu einer Reichsteilung geführt haben könnten. Wolfgang Helck, Nicolas Grimal, Hermann A. Schlögl, Francesco Tiradritti und Toby Wilkinson sind überzeugt, dass König Ninetjer, dritter Regent der 2. Dynastie, das ägyptische Reich in zwei voneinander unabhängige Reiche teilte und zwei seiner Söhne oder ausgesuchte Thronerben synchron regieren ließ. Sie nehmen an, dass Ägyptens Verwaltungsapparat zu dieser Zeit zu umfangreich und komplex geworden war und zusammenzubrechen drohte. Um ebendies zu verhindern und die Verwaltung des Staates zu erleichtern, wurde Ägypten geteilt und es wurden zwei Herrscher gleichzeitig eingesetzt.
| | |                                                                                                 | |
| Gefäßinschrift Nr. 107; unter dem Thronnamen wird das „Aufrichten der Horus-Pfeiler“ erwähnt, rechts zweimal der Vermerk „Speise des Horus“. | Gefäßinschrift Nr. 53a; rechts des Throntitels der Vermerk „Versorgung des Palastes der Beiden Herrinnen“. | Gefäßinschrift Nr. 53b; dieselbe Aufschrift, Vermerk diesmal auf Höhe der Thronnameneinleitung. | Gefäßinschrift Nr. 101: stark zerbrochenes Alabasterfragment mit Thronnamen, die Weneg-Blume weist sechs Striche auf. |

Es ist allerdings unbekannt, wann genau Ägypten in zwei unabhängige Landeshälften aufgeteilt wurde. In diesem Zusammenhang weist Percy E. Newberry darauf hin, dass es möglicherweise schon unter König Ninetjer zu innenpolitischen Spannungen gekommen war. Newberry verweist auf die Inschrift des Palermosteins, einer schwarzen Basalttafel, die vorder- und rückseitig die Namen und Jahreseinträge aller Herrscher von der 1. Dynastie bis zur Regierungszeit von König Neferirkare (5. Dynastie) auflistet. Der Palermostein überliefert die Regierungsjahre 7 bis 21 für Ninetjer. Im 14. Regierungsjahr soll der Herrscher, sofern eine von zwei Deutungsmöglichkeiten zutrifft, die Städte Shem-Re und Ha zerstört haben. Dmitri B. Proussakov wirft ergänzend ein, dass ab dem 12. Regierungsjahr die Zeremonie „Erscheinen des Königs“ nicht mehr mit dem vollen Thronnamen (Nisut-biti) eingeleitet, sondern nur noch als das „Erscheinen des Königs von Unterägypten“ bezeichnet wird. Proussakov deutet dies als einen Hinweis darauf, dass Ninetjer nur noch eingeschränkte Macht besaß.
Im Gegensatz dazu vermutete Barbara Bell eine langanhaltende Dürre unter Ninetjer, die zu einer Hungersnot führte. Um nun die Versorgung der ägyptischen Bevölkerung sichern zu können, wurde das Königreich geteilt, bis die Dürre und die damit verbundene Hungersnot beendet waren. Bell begründete ihre These mit den Aufzeichnungen über die Nilfluthöhen jeweils unterhalb der Jahresfenster des Palermosteins. Ihrer Interpretation nach verzeichnete der Palermostein ungewöhnlich niedrige Nilpegelstände zur Zeit von König Ninetjer. Heute ist diese Theorie widerlegt. Historiker wie Stephan Seidlmayer haben Bells Schätzungen neu berechnet und korrigiert. Barbara Bell hatte möglicherweise nicht bedacht, dass der Palermostein nur die Nilpegelstände der Region um Memphis herum anzeigt und die Pegelstände entlang des restlichen Nilverlaufs außer Acht lässt. Stephan Seidlmayer konnte nachweisen, dass die Nilfluthöhen zu Ninetjers Zeiten ausgeglichen und vergleichsweise hoch waren. Eine Dürrekatastrophe als Reichsteilungsgrund kann daher inzwischen ausgeschlossen werden. Der tatsächliche Grund für eine Reichsteilung bleibt vorerst unklar.

## Gegenherrscher
Wolfgang Helck, Toby Wilkinson, Francesco Tiradritti, Hermann A. Schlögl, Walter B. Emery und Nicolas Grimal sind überzeugt, dass Weneg den Thron mit anderen Herrschern teilen musste. Die Fundsituation der Gefäße deutet darauf hin, dass Weneg nur in Unterägypten regierte, da solcherlei Objekte bislang nicht außerhalb des Sakkara-Friedhofs entdeckt wurden. Deshalb wird intensiv erforscht, wer zu dieser Zeit im benachbarten Oberägypten geherrscht haben könnte.
Ein weiteres Problem stellen die vielen Horus- und Nebtinamen dar, die in Inschriften auf Steingefäßen und auf Tonsiegeln auftauchen. Diese wurden in der Großen Westlichen Galerie in der Nekropole des Königs Djoser (3. Dynastie) in Sakkara und in Abydos entdeckt. Die Aufschriften erwähnen Könige wie Sechemib-Perenmaat, Sa, Nubnefer, Seneferka, Horus Ba und „Vogel“. Bis auf die Gefäße des Sechemib sind die Objekte für die restlichen Herrscher in ihrer Anzahl stark limitiert. Daher nehmen Ägyptologen und Historiker an, dass diese Herrscher – bis auf Sechemib – jeweils nur für sehr kurze Zeit regierten. König Seneferka ist möglicherweise mit König Qaa identisch oder ein kurzzeitiger Nachfolger von ihm. Doch Könige wie Nubnefer, Ba und „Vogel“ bleiben rätselhaft. Ihre Namen sind bislang ebenfalls nur in Sakkara entdeckt worden.
|                                                  |                                                 |                                     |                                             |
| Schieferscherbe mit dem Nesutbiti-Namen Nubnefer | Schieferscherbe mit dem Horusnamen S(e)nefer-ka | Basaltscherbe mit dem Horusnamen Ba | Alabasterscherbe mit dem Horusnamen „Vogel“ |

## Grab
Wenegs Grabstätte ist unbekannt. Francesco Tiradritti und Wolfgang Helck schlagen die Großen Westlichen Galerien im Grabbezirk des Djoser als mögliche letzte Ruhestätte vor. Allerdings verweist Tiradritti auch auf das Grab des Merire aus der 18. Dynastie. Dessen unterirdischen Galerien entpuppten sich größtenteils als usurpierte Grabkorridore einer Bestattung aus der 2. Dynastie. Allerdings mag dieses Grab ebenso für König Sened bestimmt gewesen sein.

### Allgemeine Literatur
- Darrell D. Baker: The Encyclopedia of the Egyptian Pharaohs. Band 1: Predynastic to the Twentieth Dynasty (3300–1069 BC). Bannerstone Press, London 2008, ISBN 978-0-9774094-4-0, S. 362–365.
- Jürgen von Beckerath: Handbuch der Ägyptischen Königsnamen (= Münchner ägyptologische Studien. Band 49). 2. verbesserte und erweiterte Auflage. von Zabern, Mainz 1999, ISBN 3-8053-2591-6, S. 44–45.
- Michael Rice: Who’s Who in Ancient Egypt. Routledge, London u. a. 2001, ISBN 0-415-15449-9, S. 72, 134 & 172.
- Thomas Schneider: Lexikon der Pharaonen. Albatros, Düsseldorf 2002, ISBN 3-491-96053-3, S. 195.

### Spezialliteratur
- Laurel Bestock: The Development of Royal Funerary Cult at Abydos. Two Funerary Enclosures from the Reign of Aha (= Menes. Band 6). Harrassowitz, Wiesbaden 2009, ISBN 978-3-447-05838-4.
- Susanne Bickel: Die Verknüpfung von Weltbild und Staatsbild: Aspekte von Politik und Religion in Ägypten. In: Reinhard Gregor Kratz, Hermann Spieckermann (Hrsg.): Götterbilder, Gottesbilder, Weltbilder. Polytheismus und Monotheismus in der Welt der Antike. Band 1: Ägypten, Mesopotamien, Persien, Kleinasien, Syrien, Palästina (= Forschungen zum Alten Testament. 2. Reihe, Band 17). Mohr Siebeck, Ulmen 2006, ISBN 3-16-148673-0, S. 79–99.
- I. E. S. Edwards (Hrsg.): Early History of the Middle East (= The Cambridge Ancient History. Band 1–2). 2 Bände = 3 Teile. 3rd edition. Cambridge University Press, Cambridge 1970, ISBN 0-521-07791-5.
- Walter B. Emery: Ägypten. Fourier, Wiesbaden 1964, ISBN 3-921695-39-2.
- Nicolas Grimal: A History of Ancient Egypt. Wiley & Blackwell, Oxford (UK) 1994, ISBN 0-631-19396-0.
- Wolfgang Helck: Untersuchungen zur Thinitenzeit (= Ägyptologische Abhandlungen. Band 45). Harrassowitz, Wiesbaden 1987, ISBN 3-447-02677-4.
- Wolfgang Helck: Untersuchungen zu Manetho und den ägyptischen Königslisten (= Untersuchungen zur Geschichte und Altertumskunde Aegyptens. Band 18). Akademie-Verlag, Berlin 1956
- Erik Hornung: Der Eine und die Vielen. Ägyptische Gottesvorstellungen. 2. unveränderte Auflage. Wissenschaftliche Buchgesellschaft, Darmstadt 1973, ISBN 3-534-05051-7.
- Jochen Kahl: Inscriptional Evidence for the Relative Chronology of Dyn. 0–2. In: Erik Hornung, Rolf Krauss, David A. Warburton (Hrsg.): Ancient Egyptian Chronology (= Handbook of Oriental studies. Section One. The Near and Middle East. Band 83). Brill, Leiden / Boston 2006, ISBN 978-90-04-11385-5, S. 94–115 (Online).
- Jochem Kahl: „Ra is my Lord“. Searching for the Rise of the Sun God at the Dawn of Egyptian history (= Menes. Band 1). Harrassowitz, Wiesbaden 2007, ISBN 978-3-447-05540-6.
- Peter Kaplony: Kleine Beiträge zu den Inschriften der ägyptischen Frühzeit. In: Wolfgang Helck: Lexikon der Ägyptologie. Band 3, Harrassowitz, Wiesbaden 1986, ISBN 3-447-02662-6.
- Peter Kaplony: Die Inschriften der ägyptischen Frühzeit (= Ägyptologische Abhandlungen. Band 8, 3, ISSN 1614-6379). Band 3, Harrassowitz, Wiesbaden 1963.
- Peter Kaplony: „Er ist ein Liebling der Frauen“ – Ein „neuer“ König und eine neue Theorie zu den Kronprinzen sowie zu den Staatsgöttinnen (Kronengöttinnen) der 1./2. Dynastie. In: Ägypten und Levante. Band 13, 2006, ISSN 1015-5104, S. 107–126, doi:10.1553/AEundL13.
- Ludwig D. Morenz: Bild-Buchstaben und symbolische Zeichen: Die Herausbildung der Schrift in der hohen Kultur Altägyptens. (= Orbis Biblicus et Orientalis 205). Fribourg 2004, ISBN 3-7278-1486-1.
- P. E. Newberry: The Seth Rebellion of the 2nd Dynasty. In: Ancient Egypt. Band 7, 1922, ZDB-ID 216160-6, S. 40–46.
- Jean-Pierre Pätznik: Siegelabrollungen und Rollsiegel der Stadt Elephantine im 3. Jahrtausend vor Christus: Spurensicherung eines archäologischen Artefaktes. (= Breasted, Ancient Records. (BAR) International Series. Band 1339). Archaeopress, Oxford 2005, ISBN 1-84171-685-5 (Zugleich: Dissertation, Universität Heidelberg 1999).
- Dmitri B. Proussakov: Early Dynastic Egypt: A socio-environmental/anthropological Hypothesis of „Unification“. In: Leonid E. Grinin (Hrsg.): The Early state, its Alternatives and Analogues. Uchitel Publishing House, Volgograd 2004, ISBN 5-7057-0547-6, S. 139–180.
- Gay Robins: The Art of Ancient Egypt. Harvard University Press, Cambridge MA 1997, ISBN 0-674-04660-9.
- Anna Maria Donadoni Roveri, Francesco Tiradritti (Hrsg.): Kemet. Alle Sorgenti Del Tempo. Electa, Milano 1998, ISBN 88-435-6042-5.
- Hermann A. Schlögl: Das Alte Ägypten. Geschichte und Kultur von der Frühzeit bis zu Kleopatra. Beck, München 2006, ISBN 3-406-54988-8.
- Christian E. Schulz: Schreibgeräte und Schreiber in der 0. Bis 3. Dynastie. Grin, München 2007, ISBN 978-3-638-63909-5.
- Stephan Seidlmayer: Historische und moderne Nilstände. Untersuchungen zu den Pegelablesungen des Nils von der Frühzeit bis in die Gegenwart (= Achet – Schriften zur Ägyptologie. Band A, 1). Achet-Verlag, Berlin 2001, ISBN 3-9803730-8-8.
- Alan J. Spencer: Early Egypt. The Rise of Civilization in the Nile Valley. British Museum Press, London 1993, ISBN 0-7141-0974-6.
- Herman te Velde: Seth, God of Confusion. A Study of his Role in Egyptian Mythology and Religion (= Probleme der Ägyptologie. Band 6). Reprint with come corrections. Brill, Leiden 1977, ISBN 90-04-05402-2 (Zugleich: Dissertation, Universität Groningen 1967).
- Dietrich Wildung: Die Rolle ägyptischer Könige im Bewußtsein ihrer Nachwelt. Band 1: Posthume Quellen über die Könige der ersten vier Dynastien (= Münchner ägyptologische Studien. Band 17, ZDB-ID 500317-9). B. Hessling, Berlin 1969 (Zugleich: gekürzte Dissertation, Universität München, 1967).
- Toby A. H. Wilkinson: Early Dynastic Egypt. Strategies, Society and Security. Routledge, London u. a. 1999, ISBN 0-415-18633-1.
- Toby A. H. Wilkinson: The Rise and Fall of Ancient Egypt. The History of a Civilization from 3000 BC to Cleopatra. Bloomsbury, London u. a. 2011, ISBN 978-1-4088-1002-6.